# René Houseman
René Orlando Houseman (La Banda, 19 luglio 1953 – Buenos Aires, 22 marzo 2018) è stato un calciatore argentino, di ruolo centrocampista.
Soprannominato El Loco, durante la sua carriera ha vinto due campionati argentini (1973 con l'Huracán e 1981 con il River Plate), una Coppa del Cile (1982), una Libertadores e una Intercontinentale giocando da riserva con l'Independiente nel 1984. Con la rappresentativa del suo Paese ha disputato i Mondiali del 1974 e del 1978: nonostante la scarsa condizione di forma, il CT della nazionale argentina César Luis Menotti, suo estimatore per il campionato vinto con l'Huracán nel 1973, nel 1978 lo preferisce ad un giovane Diego Armando Maradona e lo porta al Mondiale poi vinto dagli argentini in casa.

## Carriera
Ala destra, ha giocato per i Defensores de Belgrano, l'Huracán (vincendo il titolo del Metropolitano), il River Plate, il Colo Colo (club cileno), l'AmaZulu (in Sudafrica), infine nuovamente in patria nell'Independiente (vincendo la Coppa Libertadores) e nell'Excursionistas.
Ha giocato con la Nazionale del suo paese nel campionato del mondo 1974, ove segnò tre gol (uno all'Italia nel primo turno) e nella vincente edizione casalinga di Argentina 1978, nella quale scese in campo in tutti gli incontri tranne quello contro il Brasile e realizzò la rete del 6-0 nella celebre goleada (passata alla storia come "marmelada peruana") al Perù. Nel corso della finale fu l'unico argentino a subentrare dalla panchina, sostituendo Oscar Ortiz nel corso del secondo tempo.
La carriera calcistica di René Houseman è stata breve soprattutto a causa dei suoi problemi di alcolismo: addirittura, dopo una sua rete segnata in Huracán-River Plate, ammise candidamente di non ricordarsi niente perché completamente ubriaco durante la partita disputata. Nonostante questi problemi, la sua classe sopraffina e la sua imprevedibilità nel gioco, portarono lo stesso allenatore Menotti a definirlo "Un misto tra Maradona e Garrincha". Ammalatosi di tumore alla lingua nel 2017, è deceduto nella capitale argentina nel 2018 all'età di 64 anni.

## Palmarès

### Club

#### Competizioni nazionali
- Campionato argentino: 2

Huracán: 1973 (Metropolitano)
River Plate: 1981 (Nacional)
- Coppa del Cile: 1

Colo Colo: 1982

#### Competizioni internazionali
- Coppa Libertadores: 1

Independiente: 1984
- Coppa Intercontinentale: 1

Independiente: 1984

### Nazionale
- Campionato mondiale: 1

Argentina 1978

### Videografia
- Federico Ferri e Federico Buffa, Storie Mondiali: Diegooooooooo! (1986), Sky Sport, 2014.